# Meze růstu (kniha)
Meze růstu (někdy Limity růstu, anglicky The Limits to Growth) je přeložený název knižně vydané publikace, a sice první zprávy Římského klubu, která vyšla v roce 1972 pod názvem The limits to growth: a report for the club of Rome's project on the predicament of mankind. Publikovaná studie prezentovala výsledky počítačové simulace exponenciálního ekonomického a populačního růstu s limitovanými zdroji. Studii financovala Nadace Volkswagenu. Římský klub poprvé představil závěry studie na mezinárodních setkáních v Moskvě a Rio de Janeiro v létě 1971. Autory byli Donella Meadowsová, Dennis Meadows, Jørgen Randers a William W. Behrens III, kteří reprezentovali tým 17 výzkumných pracovníků.
Od vydání publikace bylo prodáno asi 30 milionů výtisků v 30 různých jazycích. Publikace je stále předmětem diskusí a podnítila vznik několika dalších publikací.

## Vznik
Studie vznikla jako jeden z podkladů ke Konferenci OSN o životním prostředí člověka, která se konala ve Stockholmu v červnu 1972 a představovala zlomovou událost pro globální ochranu životního prostředí. Analyzovala vývoj světového hospodářství od roku 1900 do roku 1970 a konstatovala, že hospodářský růst má exponenciální charakter (s mírou růstu okolo 5 % ročně) a že zároveň roste několik dalších významných parametrů včetně znečištění prostředí a čerpání přírodních zdrojů.

## Vydání

### Anglická vydání
V roce 1992 vyšla publikace Beyond the limits: confronting global collapse, envisioning a sustainable future, kterou v češtině vydalo v roce 1995 Argo pod názvem Překročení mezí: konfrontace globálního kolapsu s představou trvale udržitelné budoucnosti. Dne 1. června 2004 byla vydána aktualizace publikace The limits to growth (Meze růstu) po 30 letech – Limits to growth: the 30-year update.

### Český překlad
Na překladu do češtiny spolupracovali v 70. letech 20. století Bedřich Moldan a Josef Vavroušek, přičemž přeložený text byl šířen samizdatově, a to především v rámci Ekologické sekce biologické společnosti ČSAV; na šíření překladu se podílel také Miloš Zeman. Jak uvádí Jiřina Šiklová „Miloš Zeman byl kdysi brilantní prognostik, překládal a sám osobně rozmnožoval knihu Donelly Meadowsové Meze růstu a texty tehdejšího Římského klubu v době, kdy skoro nikdo ani netušil, co je ekologie.“ V češtině publikace nebyla vydána ani po roce 1989.

### Jednotlivá vydání
- The limits to growth: a report for the club of Rome's project on the predicament of mankind. 8th print. New York: Universe books, 1972. 205 s. ISBN 0-87663-165-0.
- The limits to growth: the 30-year update. White River Junction: Chelsea Green Publishing Company, ©2004. xxii, 338 s. ISBN 1-931498-51-2.
- The limits to growth: the 30-year update. London: Earthscan, 2005. xxii, 338 s. ISBN 1-84407-144-8.

česká vydání
- Meze růstu: interní materiál zpracovaný pro potřebu státního úkolu ekonomického výzkumu. [B. m.]: Institut československého komitétu pro vědecké řízení, 1973. 169 s.
- Meze růstu: zpráva pro projekt řešení tíživé situace lidstva zadaný Římským klubem. [Česká republika]: [Institut československého komitétu pro vědecké řízení], [1973]. 169 s.
- Překročení mezí: konfrontace globálního kolapsu s představou trvale udržitelné budoucnosti. Překlad Pavla Polechová a Ladislav Zvolánek. 1. vyd. Praha: Argo, 1995. 319 s. ISBN 80-85794-83-7.